# 清水靖夫
清水 靖夫（しみず やすお、1934年(昭和9年)3月 - ）は、日本の地図学者。
東京生まれ。法政大学大学院修士課程修了。立教高等学校教諭、法政大学講師、国士舘大学非常勤講師を経て、日本地図センター研究顧問、日本国際地図学会評議員、地図情報センター理事。

## 著作物
- 『新・高校地理 基礎研究・要点整理 新教科書準拠』有朋堂、1965年
- 『地図で遊ぶ本 地形図を楽しむコツ集』文潮出版 アップブックス、1976年
- 『地図のはなし』長島克夫絵 ポプラ社 ちしきの絵本、1979年
- 『町のはなし』高橋透絵 ポプラ社 ちしきの絵本、1979年
- 『地図で見る世界の形の移りかわり 地球の大きさと日本の形』ポプラ社教養文庫、1991年

### 共編著
- 『地図の知識 その理解と利用法』石島渉共著 有朋堂、1959年
- 『日本図誌大系』山口恵一郎、佐藤侊、沢田清、中島義一共編 朝倉書店、1973年 - 80年
- 『明治・大正日本都市地図集成 解題 明治・大正期の都市地図の周辺』岩田豊樹共著 柏書房、1986年
- 『昭和前期の都市地図について 「昭和前期日本都市地図集成」解題』師橋辰夫共著 柏書房、1987年
- 『戦災復興期東京1万分1地形図集成 解題』共著 柏書房、1988年
- 『地図がたのしくわかる本』全5巻 渡辺一夫共著 ポプラ社、1989年
- 『地図で知る世界 小学生アトラス はじめて見る世界のすがた」第2版、平山尚彦、中山正則共著 国際地学協会、1991年
- 『地図で知る日本 小学生アトラス はじめて見る日本のすがた』第2版 国際地学協会、1991年
- 『明治前期・昭和前期大阪都市地図』編 柏書房、1995年
- 『明治前期・昭和前期神戸都市地図』編 柏書房、1995年
- 『明治前期・昭和前期東京都市地図』全4巻 編 柏書房、1995年‐96年
- 『明治前期・昭和前期横浜都市地図』石黒徹共編 柏書房、1995年
- 『明治・昭和東海都市地図』編 柏書房、1996年
- 『多摩地形図 1942(昭和17)-44(同19)年』編 之潮、2004年

### 監修
- 『地図で読む ビジュアル日本史』日本文芸社、2011年。ISBN 978-4-537-25858-5